# Peter Smrek
Peter Smrek (* 16. únor 1979, Martin) je bývalý slovenský hokejový obránce.

## Klubový hokej
V roce 1999 ho draftoval klub St. Louis Blues v 3. kole jako 85. v pořadí. Již v mladém věku odešel do Severní Ameriky, hrával většinou v nižších soutěžích, ale odehrál i 28 zápasů v NHL za mužstva St. Louis Blues a New York Rangers. V sezóně 2002/03 přestoupil do klubů Nashville Predators a později Ottawa Senators, hrál jen ve farmářském klubu Binghamton Senators.
Následující sezónu působil v německé DEL v mužstvu Wolfsburg Grizzly Adams, kde se stal nejproduktivnějším obráncem týmu. V ročníku 2005/06 působil v klubu švédské Elitserien Mora IK. Před dalším ročníkem podepsal smlouvu s německým klubem Frankfurt Lions, kde hrál i další slovenský hokejista Peter Podhradský. Odehrál však jen 4 zápasy a 20. září 2006 byl hospitalizován pro zánět mozkových blan a delší čas nehrál.
 I další rok hrával za Frankfurt, v sezóně 2008/09 působil v českém extraligovém mužstvu HC Plzeň, klub dosáhl semifinálovou účast.
30. května 2009 podepsal dvouletou smlouvu s klubem KHL Severstal Čerepovec. Za mužstvo však odehrál jen 21 zápasů, následně kvůli problémům s koleny nehrál tři roky hokej. V ročníku 2013/14 hraje za MHC Martin ve slovenské extralize.

## Klubové statistiky
| Sezona  | Klub                    | Soutěž     | Základní část | Základní část | Základní část | Základní část | Základní část | Základní část | Play off | Play off | Play off | Play off | Play off | Play off |
| Sezona  | Klub                    | Soutěž     | Z             | G             | A             | B             | TM            | + / -         | Z        | G        | A        | B        | TM       | + / -    |
| ------- | ----------------------- | ---------- | ------------- | ------------- | ------------- | ------------- | ------------- | ------------- | -------- | -------- | -------- | -------- | -------- | -------- |
| 1997/98 | MHC Martin              | SEJ        | 23            | 0             | 5             | 5             | 24            |               |          |          |          |          |          |          |
| 1998/99 | Des Moines Buccaneers   | USHL       | 52            | 6             | 26            | 32            | 59            |               |          |          |          |          |          |          |
| 1999/00 | Peoria Rivermen         | ECHL       | 4             | 1             | 1             | 2             | 2             | +3            |          |          |          |          |          |          |
|         | Worcester IceCats       | AHL        | 64            | 5             | 19            | 24            | 26            | -3            | 2        | 0        | 0        | 0        | 4        | +2       |
| 2000/01 | Worcester IceCats       | AHL        | 50            | 2             | 7             | 9             | 71            | +17           |          |          |          |          |          |          |
|         | St. Louis Blues         | NHL        | 6             | 2             | 0             | 2             | 2             | +1            |          |          |          |          |          |          |
|         | New York Rangers        | NHL        | 14            | 0             | 3             | 3             | 12            | +1            |          |          |          |          |          |          |
|         | Hartford Wolf Pack      | AHL        |               |               |               |               |               |               | 5        | 0        | 2        | 2        | 2        | -4       |
| 2001/02 | New York Rangers        | NHL        | 8             | 0             | 1             | 1             | 4             | -7            |          |          |          |          |          |          |
|         | Hartford Wolf Pack      | AHL        | 50            | 2             | 5             | 7             | 36            | +5            |          |          |          |          |          |          |
|         | Milwaukee Admirals      | AHL        | 8             | 0             | 2             | 2             | 4             | 0             |          |          |          |          |          |          |
| 2002/03 | Milwaukee Admirals      | AHL        | 68            | 3             | 20            | 23            | 70            | +17           | 5        | 0        | 0        | 0        | 0        | -2       |
| 2003/04 | Binghamton Senators     | AHL        | 80            | 5             | 18            | 23            | 91            | +11           | 2        | 0        | 0        | 0        | 4        | -1       |
| 2004/05 | Wolfsburg Grizzly Adams | DEL        | 51            | 13            | 14            | 27            | 70            | +4            | 7        | 0        | 2        | 2        | 6        | +3       |
| 2005/06 | Mora IK                 | Elitserien | 45            | 6             | 13            | 19            | 102           | +6            | 5        | 3        | 1        | 4        | 8        | -1       |
| 2006/07 | Frankfurt Lions         | DEL        | 26            | 3             | 4             | 7             | 140           | -3            | 3        | 0        | 0        | 0        | 2        | -1       |
| 2007/08 | Frankfurt Lions         | DEL        | 53            | 3             | 12            | 15            | 84            | -6            | 4        | 0        | 0        | 0        | 0        | -4       |
| 2008/09 | MHC Martin              | SE         | 4             | 0             | 0             | 0             | 8             | -3            |          |          |          |          |          |          |
|         | HC Plzeň                | ČE         | 43            | 5             | 8             | 13            | 80            | +6            | 16       | 1        | 7        | 8        | 22       | +7       |
| 2009/10 | Severstal Čerepovec     | KHL        | 21            | 1             | 3             | 4             | 46            | -7            |          |          |          |          |          |          |
| 2013/14 | MHC Martin              | SE         | 11            | 1             | 1             | 2             | 8             | +2            |          |          |          |          |          |          |

## Reprezentace
Reprezentoval na neúspěšných ZOH 2002 v Salt Lake City (13. místo). Byl členem mužstva, které vybojovalo zlatou medaili na Mistrovství světa 2002 ve švédském Göteborgu.
V slovenské reprezentaci zatím odehrál 39 zápasů, vstřelil 1 gól.
Trenér Ján Filc ho nominoval na MS 2009 ve Švýcarsku. Slovensko postoupeno z osmifinálové skupiny a obsadilo 10. místo. Smrek v posledním zápase proti Norsku vstřelil svůj první gól v reprezentaci.
Statistiky hráče na Mistrovstvích světa a Olympijských hrách:
| Turnaj        | Místo konání                            | Z  | G | A | B | Umístění      | Soupisky          |
| ------------- | --------------------------------------- | -- | - | - | - | ------------- | ----------------- |
| ZOH 2002      | USA (Salt Lake City)                    | 4  | 0 | 0 | 0 | 13. místo     | Soupiska ZOH 2002 |
| MS 2002       | Švédsko (Göteborg, Jönköping, Karlstad) | 9  | 0 | 0 | 0 | Zlatá medaile | Soupiska MS 2002  |
| MS 2009       | Švýcarsko (Bern, Kloten)                | 6  | 1 | 0 | 1 | 10. místo     | Soupiska MS 2009  |
| Celkem na MS  |                                         | 15 | 1 | 0 | 1 |               |                   |
| Celkem na ZOH |                                         | 4  | 0 | 0 | 0 |               |                   |

### Juniorská reprezentace
| Akci       |   |   |   |   |    |       |        |       |
| Akci       | Z | G | A | B | TM | + / - | Střely | Místo |
| ---------- | - | - | - | - | -- | ----- | ------ | ----- |
| MS 20 1999 | 6 | 0 | 1 | 1 | 4  | 0     |        | 3.    |